# 生前約死後
《生前約死後》馬浚偉自編、自導、自演、自監的舞台劇，是馬浚偉的第二個舞台劇作品，探討親情、生死、永恆及愛，改编自导演与母亲的亲身经历。於香港藝術中心壽臣劇院首演。後來將《生前約死後》搬上大銀幕，於2019年5月6日正式投入拍攝，於同年5月31日煞科，12月在港公映。

## 電影版
《生前約死後》（英語：Till We Meet Again）是一齣2019年香港劇情片，由馬浚偉編劇和導演，顧美華、余香凝和黃定謙等主演。

### 故事簡介
家偉的母親阿梅確診患上鼻咽癌，家偉當年只有6歲。家偉和父親陪伴阿梅一起抗癌，可惜，阿梅最終不敵病魔，與世長辭。家偉因為母親的離去，變得更沉默，將所有責任包攬在自己身上，這份罪咎感，令他多年來被抑鬱、驚恐所吞噬....

### 角色
- 马浚伟：家偉
- 顾美华：母亲
- 余香凝：馮美思
- 黄定谦：陳永志

## 獎項
| 颁奖典礼                    | 奖项               | 姓名   | 结果 |
| --------------------------- | ------------------ | ------ | ---- |
| 第3屆MOVIE6全民票選電影大獎 | 全民票選最佳新導演 | 馬浚偉 | 獲獎 |
| 第3屆MOVIE6全民票選電影大獎 | 全民票選最佳女配角 | 余香凝 | 提名 |

## 外部連結
- 香港影庫上《生前約死後》的資料（繁體中文）
- 豆瓣电影上《生前約死後》的資料 （简体中文）